# Commanderie de Baugy
La Commanderie templière de Baugy est une commanderie (un monastère appartenant à un ordre religieux et militaire du Moyen Âge) du XIIe siècle située dans la commune de Planquery en France et fondée par la famille Bacon.

## Description géographique
Située dans le département du Calvados, à environ 16 km au sud-ouest de Bayeux et à environ 20 km au nord-est de Saint-Lô, sur la commune de Planquery, à proximité du bourg de Balleroy.

## État
Il subsiste une partie de la chapelle, ainsi que les fondations du manoir seigneurial. Cette chapelle Notre-Dame-du-Temple, quelque peu abîmée, était à l'origine composée de cinq travées.
C'était un édifice sobre et austère, du XIIIe siècle. Flanqué de contreforts massifs, il ne manquait cependant pas d'une certaine élégance dans sa simplicité. À l'ouest, s'ouvrait une porte du XIIIe siècle, à triple voussure, dont l'archivolte était supportée par quatre colonnettes, aux chapiteaux sculptés. Dans le tympan, on peut voir l'agneau du christ, surmonté d'une croix.
On peut aussi trouver dans l'église de Baugy le gisant du frère Richard d'Harcourt (XIIe siècle) représentant l'effigie mutilée du défunt. Celui-ci, les mains jointes, la tète posée sur un coussin, est revêtu d'une cotte de mailles que recouvre la longue robe blanche des Templiers, sans manches. Il porte un bouclier de la fin du XIIe siècle, à la pointe aiguë, frappé de son blason "de gueules à deux faces d'or".
La commanderie est aujourd'hui une propriété privée.

## Historique
Ancienne Commanderie des templiers fondée en 1148 par Roger III Bacon
, seigneur de Molay Bacon, Mathilde sa mère, Geoffroy de Malherbe, Jean de Magneville, Henri de Vaubadon et Guillaume de Louvel.
Il s’éleva, en 1258, une contestation entre les Templiers de Beaugy et les religieux du Plessis-Grimoult, pour les dîmes de Planquery ; mais elle se termina par des arrangements ou par des décisions apostoliques.
Les templiers de Beaugy furent arrêtés par le bailli de Caen, Jean de Verretot, et amenés à Caen, le 13 octobre 1307, avec ceux de trois autres commanderies (Breteville- le-Rabet, Voislemer, Courval près Vassy); ils étaient au nombre de trois : 
Albin Langlois, Guillaume le Raure, Raoul de Pérouse. 
La commanderie était une grosse ferme, dont la richesse consistait dans les produits agricoles et le mobilier vif. Les inventaires faits, en 1307, du mobilier des derniers de Templiers, le montrent suffisamment : 
"On trouva à Beaugy :
180 moutons, 14 vaches à lait, 8 veaux et 3 taureaux, 3 génisses, 2 bœufs de labour, 98 porcs, 1 truie et ses 8 pourceaux, 8 juments, 8 poulains, le cheval du commandeur et 5 chevaux de labour.
Ainsi que de nombreux serviteurs : 6 laboureurs, 3 servants de laiterie (pour fabriquer le beurre et le fromage), 1 berger, 1 vacher, 1 valet au service du commandeur." [réf. à confirmer],